# 余は如何にして基督信徒となりし乎
『余は如何にして基督信徒となりし乎』（よはいかにしてきりすとしんととなりしか、英語原題: How I Became a Christian）は、英文で書かれた内村鑑三の前半生の自伝文学作品である。新渡戸稲造の『武士道』と並ぶ日本人による英文著作の傑作とされる。
武士の子として生まれ、札幌農学校でのキリスト教入信、独立教会の建設、アメリカのエルウィン精神薄弱児養護院の勤務、アマースト大学での勉学、そしてハートフォード神学校を中退するまでの日々を、日記をもとにして綴った自伝である。
1892年末に完成して、アメリカからの出版を希望したが話がまとまらず、1895年5月、日本の警醒社書店より刊行した。同年11月には、アメリカのフレミング・H・レベル社より "Diary of a Japanese Convert" の題名で刊行された。その後、ドイツ語、スウェーデン語、デンマーク語、フランス語版に翻訳された。ドイツ語版は哲学者のオイケン、宗教社会主義者のラガツ、神学者のエミール・ブルンナー、アルベルト・シュヴァイツァー、哲学者のウィリアム・ジェイムズなどにも読まれた。

## 翻訳
- 『余は如何にして基督信徒となりし乎』鈴木俊郎訳　岩波書店、1935　のち文庫
- 『余はいかにしてキリスト信徒となりしか 新訳』 (角川文庫) 山本泰次郎, 内村美代子訳、1955
- 『余はいかにしてキリスト信徒となりしか』(松沢弘陽訳) 日本の名著　中央公論社、1971
- 『余はいかにしてキリスト信徒となりしか』 (講談社文庫) 大内三郎訳注、1971
- 『余はいかにしてキリスト信徒となりしか』 (白凰社名著選) 鈴木範久訳、1972　のち岩波文庫
- 『ぼくはいかにしてキリスト教徒になったか』光文社古典新訳文庫 河野純治訳、2015.3